# Khajuraho
Khajuraho là một thị xã và là một nagar panchayat của quận Chhatarpur thuộc bang Madhya Pradesh, Ấn Độ.

## Địa lý
Khajuraho có vị trí 24°51′B 79°56′Đ / 24,85°B 79,93°Đ Nó có độ cao trung bình là 283 mét (928 feet).

## Nhân khẩu
Theo điều tra dân số năm 2001 của Ấn Độ, Khajuraho có dân số 19.282 người. Phái nam chiếm 52% tổng số dân và phái nữ chiếm 48%. Khajuraho có tỷ lệ 53% biết đọc biết viết, thấp hơn tỷ lệ trung bình toàn quốc là 59,5%: tỷ lệ cho phái nam là 62%, và tỷ lệ cho phái nữ là 43%. Tại Khajuraho, 19% dân số nhỏ hơn 6 tuổi.